# Hora central europea de verano
| Azul claro | Hora europea occidental/Hora media de Greenwich (UTC±00:00)                                       |
| Azul       | Hora europea occidental/Hora media de Greenwich (UTC±00:00)                                       |
| Azul       | Hora europea occidental de verano/Horario de verano británico/Hora estándar irlandesa (UTC+01:00) |
| Rojo       | Hora central europea (UTC+01:00)                                                                  |
| Rojo       | Hora central europea de verano (UTC+02:00)                                                        |
| Amarillo   | Hora europea oriental/Hora de Kaliningrado (UTC+02:00)                                            |
| Caqui      | Hora europea oriental (UTC+02:00)                                                                 |
| Caqui      | Hora europea oriental de verano (UTC+03:00)                                                       |
| Verde      | Hora de Moscú/Hora de Turquía (UTC+03:00)                                                         |

La hora central europea de verano (CEST en inglés, MESZ en alemán) es uno de los nombres del horario UTC+02:00, 2 horas por delante del tiempo universal coordinado. Se usa como horario de verano en la mayor parte de Europa. Durante el invierno, se emplea el horario de Europa Central (CET en inglés) (UTC+1).

## Uso
Los siguientes países y territorios utilizan el horario de verano de Europa Central, entre las 1:00 UTC del último domingo de marzo y las 1:00 del último domingo de octubre. Desde 1996, el cambio de hora se realiza al unísono en el territorio de la Unión Europea.
- Albania, regularmente desde 1974
- Alemania, regularmente desde 1980
- Andorra, regularmente desde 1985
- Austria, regularmente desde 1980
- Bélgica, regularmente desde 1980
- Bosnia y Herzegovina, regularmente desde 1983
- Croacia, regularmente desde 1983
- Dinamarca (metropolitana) 1980
- Eslovaquia, regularmente desde 1979
- Eslovenia, regularmente desde 1983
- España, regularmente desde 1940 (excepto en Canarias).
- Francia (metropolitana) desde 1976
- Hungría, regularmente desde 1980
- Italia, regularmente desde 1966
- Liechtenstein
- Luxemburgo, regularmente desde 1977
- Macedonia del Norte, regularmente desde 1983
- Malta, regularmente desde 1974
- Mónaco, regularmente desde 1976
- Montenegro, regularmente desde 1983
- Noruega, regularmente desde 1980
- Países Bajos (metropolitanos) desde 1977
- Polonia, regularmente desde 1977
- Chequia, regularmente desde 1979
- San Marino, regularmente desde 1966
- Serbia, regularmente desde 1983
- Suecia, regularmente desde 1980
- Suiza, regularmente desde 1981
- Túnez, una vez que 2005
- Vaticano, regularmente desde 1966
- Gibraltar, regularmente desde 1982